# 莫农加希拉城大桥
莫农加希拉城大桥（英語：Monongahela City Bridge）是宾夕法尼亚州華盛頓縣莫农加希拉的一座桥梁，跨过莫农加希拉河连接对岸的阿利根尼縣，于1990年开通。